# Veronika Veit (Künstlerin)
Veronika Veit (* 1968 in München) ist eine deutsche Künstlerin. Ihr Werk umfasst Skulpturen, Installationen, Animationen, Kurzfilme und Fotografien. 2006 wurde sie mit dem Bayerischen Staatsförderpreis für Bildende Kunst ausgezeichnet.

## Künstlerischer Werdegang
Veit hat von 1989 bis 1995 an der Akademie der Bildenden Künste in München studiert. Für ihre Objekte, Skulpturen und Installationen, die sie teilweise mit Computeranimationen und Soundeffekten kombiniert, wurde sie 2006 mit dem Bayerischen Staatsförderpreis für Bildende Kunst ausgezeichnet. Sie lebt und arbeitet in München.
Während Veit sich in ihren früheren Arbeiten mit Alltagsobjekten auseinandersetzte und dabei die kunsthistorische Frage nach der Beziehung von Abbild und Gegenstand stellte, richtet sie in ihren neuen großformatigen und multimedialen Installationen den Blick auf den Menschen. Veronika Veit spürt Gemeinsamkeiten und Unterschieden, Unsicherheiten, Posen oder einfach den besonderen Eigenheiten der Menschen nach, die sie in ihren Skulpturen (im Durchschnitt ca. 100 cm an Höhe) anschaulich zum Ausdruck bringt.
Seit 2010 hat Veronika Veit mehrere Videofilme gedreht. Die erzählten Geschichten wirken anfangs amüsant und unterhaltsam, aber es lauert stets ein gefährlicher, gewaltsamer Umgang der Menschen miteinander.

## Einzelne Werke (Auswahl)
In der Videoarbeit Die Faust (2010) wird eine vermeintliche Idylle und deren Störung gezeigt: Begleitet von den Klängen einer Klavieretüde hält eine Mutter in einem Wohnzimmer der 1960er-Jahre Stränge von grauer Wolle, die Tochter wickelt den Faden zu einem ordentlichen Knäuel. Der Tisch ist zum Kaffeetrinken gedeckt. Plötzlich schlägt eine männliche Faust von links auf den Tisch, und eine lebende Forelle springt zwischen dem Geschirr herum. Die Mutter steckt sie in die Kaffeekanne, das Abwickeln der Wolle wird fortgesetzt. Doch die Szene wiederholt sich – der Fisch lässt sich nicht aus dem Blickfeld entfernen. Da schlägt die Mutter mit der Faust auf den Tisch; und diesmal beißt sie dem Fisch den Kopf ab, zerkaut ihn angewidert und schluckt ihn. Den Körper des Fisches steckt sie in die Kaffeekanne. Das Mädchen sieht verstört zu und bringt der Mutter am Ende unaufgefordert einen kleinen Spiegel. Offensichtlich weiß es, dass die Mutter sich nun die Lippen nachziehen will, was darauf hindeutet, dass das Kind solch eine Szene nicht zum ersten Mal erlebt. Der Film wurde u. a. im Sommer 2016 beim Fünf Seen Filmfestival im Programm Das Fremde im Eigenen gezeigt.
Bei Bessere Zeiten (2015) sehen die Betrachter zunächst einen mit Tischen und Sesseln eingerichteten Bauwagen vor sich, in den sie hineinschauen können. Sie blicken auf eine Videoaufzeichnung von zwei Männern, die wohl früher in dem Wagen gesessen und gewartet haben. Wie ihr absurdes Gespräch zeigt, ist ihr Kontakt zur Außenwelt schon lange abgebrochen. Veit, so die Jury des Förderpreises für Bildende Kunst der Landeshauptstadt München, „spielt mit der Installation auf die Verunsicherung und irrationalen Ängste vieler Menschen vor Katastrophen an, schafft aber auch gleichzeitig für den Außenstehenden eine Situation des Unbehagens, die nicht zuletzt eine kritische Reflexion zur eigenen Haltung gegenüber aktuell relevanten gesellschaftlichen Motive anstößt“.
Die Multimediainstallation „Im Bunker“ von 2017 beschäftigt sich mit demselben Themenkreis. Ein bunkerähnlicher, khakifarbener Körper wurde vor dem Gasteig aufgebaut. In einer Aussparung ist ein Bildschirm installiert, der eine Filmaufnahme zeigt. Es ist der Alltag einer vierköpfige Familie im Bunker zu sehen.

## Ausstellungen

### Einzelausstellungen
| Jahr | Ausstellung                                                                                |
| ---- | ------------------------------------------------------------------------------------------ |
| 2009 | Auf Augenhöhe, Stadtgalerie Saarbrücken, Saarbrücken                                       |
| 2008 | Auf Augenhöhe, St.-Johannes-Evangelist Kirche, Berlin                                      |
| 2008 | Auf Augenhöhe, Kunstverein Ludwigshafen am Rhein                                           |
| 2008 | Auf Augenhöhe, Kunstraum, Hüll                                                             |
| 2008 | First we take Manhattan then we take Berlin, kuratiert von Sarah Belden, Art Athina, Athen |
| 2008 | Veronika Veit, Nina Menocal, Mexiko-Stadt                                                  |
| 2007 | Wake-Up Call, upstairs berlin, Berlin                                                      |
| 2005 | Substitute, upstairs berlin, Berlin                                                        |
| 2003 | transform I - III, Galerie ZAGREUS projekt, Berlin                                         |
| 2002 | babyballs, Etalage, Breda, Niederlande                                                     |
| 2002 | fast_still, Städtische Galerie Bruckmühl                                                   |
| 2001 | Produktlinien, Verein für Originalradierung München                                        |
| 2000 | Alles muss raus, Artothek München                                                          |
| 1999 | Halbe Sachen, Neue Galerie Dachau                                                          |
| 1998 | Whole Milk, Downham RD 64, London                                                          |
| 1998 | Leichterhaben, Sendlinger Kulturschmiede, München                                          |
| 1997 | Transpirent, Städtische Galerie, Wertingen                                                 |

### Gruppenausstellungen
| Jahr      | Ausstellung |
| --------- | --- |
| 2016/2017 | No Place Like Home, Haus der Kunst, München (Videofilm Die Faust (2010)) |
| 2016      | Ausstellung der Werke der für den Förderpreis für Bildende Kunst, Förderpreis für Architektur, den Förderpreis für Design, den Förderpreis für Fotografie und den Förderpreis für Schmuck der Landeshauptstadt München nominierten Künstler, Lothringer13, München |
| 2009      | In between – die Kunst, erwachsen zu werden, Künstlerverein Walkmühle, Wiesbaden |
| 2009      | ... Stands for Attitude, Locuslux Gallery, Brüssel |
| 2009      | EHF 2010 - Benefit Ausstellung, Konrad-Adenauer-Stiftung, Berlin |
| 2008      | light, Nina Menocal, Mexiko-Stadt |
| 2008      | Utopia, CC Scharpoord, Knokke-Heist, Belgien / Machinefabriek-Koningsweg, Vlissingen, Niederlande / binnenkoer Stadhuis, Aalst, Belgien |
| 2008      | Soul stripper@projet midi, Brüssel |
| 2007      | Triennale der Kleinplastik: Scherz, Satire, Ironie und tiefere Bedeutung, Murska Sobota, Slowenien |
| 2007      | Carlos Aguirre, Oscar Cueto, Angel Delgado, Martin & Sicilia, Atelier Morales, Veronika Veit, Botschaft von Mexiko, Berlin |
| 2007      | Stipendiaten des Else-Heiliger-Fonds (EHF), Konrad-Adenauer-Stiftung, Berlin |
| 2007      | Else-Heiliger-Fonds (EHF) 2010, Konrad-Adenauer-Stiftung, Berlin |
| 2007      | Bayerischer Kunstförderpreis 06, Berufsverband Bildender Künstler München |
| 2006      | Veronika Veit, Frank Halmans, Galerie Van den Berge, Goes, Niederlande |
| 2006      | The New View Indicator # 2, Galerie Van den Berge, Goes, Niederlande |
| 2006      | NORDENFJORDS 2006 – Kunst fra Berlin, Kunstbygningen i Vrå, Dänemark |
| 2005      | Winterzauber, upstairs berlin, Berlin |
| 2005      | 24 h, Verein für Originalradierung München |
| 2005      | Ausstellung zum 12. Aichacher Kunstpreis, Kunstverein Aichach |
| 2005      | Hinter der Stille, Galerie Katja Ried, München |
| 2005      | Translocation of virtual reality, Galerie IN SITU, Aalst, Belgien |
| 2004      | Galerie ArtBox, Frankfurt |
| 2004      | 1. Berliner Kunstsalon, Galerie expo 3000, Berlin |
| 2004      | true lies, museum franz gertsch, Burgdorf, Schweiz / Kallmann Museum, Ismaning |
| 2003      | pocket, Galerie Eugen Lendl, Graz |
| 2003      | waves, Breda, Niederlande |
| 2002      | Zipp, Kunstverein Kassel |
| 2002      | Film by the Sea, 4th International Film Festival, Vlissingen, Niederlande |
| 2002      | Pocket, Verein für Originalradierung München |
| 2002      | Ein+Ander, Kunstverein Passau / Neue Galerie Landshut / VHV München |
| 2001      | Intim, Neue Galerie Landshut |
| 2001      | 8. Triennale Kleinplastik, Fellbach |
| 2001      | Freie Wahlen, Kunsthalle Baden-Baden |
| 2001      | Gästeliste, Fürstenfeldbruck |
| 2001      | Artionale, München |
| 2001      | Filz – Zwischen Chaos und Ordnung, Museum Bellerive, Zürich |
| 2000      | Dinge in der Kunst des XX. Jahrhunderts, Haus der Kunst, München |
| 2000      | Abgestaubt, Neue Galerie Dachau |
| 2000      | Erste Jahre der Professionalität 19, BBK (Berufsverband Bildender Künstler) München |
| 1999      | Bildwuchs, Kunstverein Ulm |

## Auszeichnungen
- 2016: Förderpreis für Bildende Kunst der Landeshauptstadt München[4]
- 2006: Bayerischer Staatsförderpreis für Bildende Kunst

## Stipendien
- 2007: Else-Heiliger-Fonds (EHF) Stipendium der Konrad-Adenauer-Stiftung e.V., Berlin
- 2004: Arbeitsstipendium der Stiftung Kunstfonds, Bonn
- 2000: Projektstipendium der Stadt München
- 1998: DAAD-Stipendium für Großbritannien